# Alejo Mallea
Don Alejo Mallea (1802 - 1865) fue un político argentino de Mendoza que ocupó el cargo de Gobernador de la Provincia desde el 4 de abril de 1847 hasta el 3 de marzo de 1852.
En 1848, con ayuda del gobernador sanjuanino Nazario Benavídez logró derrotar al jefe revolucionario Juan Antonio Rodríguez, que había logrado ocupar la mitad de la provincia.
Durante su gestión, el 4 de agosto de 1850 fue fundada la Villa de La Paz.